# Ваяно
Ваяно (итал. Vaiano) — коммуна в Италии, располагается в регионе Тоскана, в провинции Прато.
Население составляет 10 116 человек (2018 г.), плотность населения составляет 287 чел./км². Занимает площадь 34 км². Почтовый индекс — 59021. Телефонный код — 0574.
Покровителем коммуны почитается Христос-Спаситель. Празднование в первую среду после Троицы .
До 1949 года являлась частью Прато, затем по указу президента стала независимой.

## Демография
Динамика населения:

## Администрация коммуны
- Официальный сайт: http://www.comune.vaiano.po.it/